# Бенедиктбојерн
Бенедиктбојерн (њем. Benediktbeuern) општина је у њемачкој савезној држави Баварска. Једно је од 21 општинског средишта округа Бад Телц-Волфратсхаузен. Према процјени из 2010. у општини је живјело 3.528 становника. Посједује регионалну шифру (AGS) 9173113.

## Географски и демографски подаци
Бенедиктбојерн се налази у савезној држави Баварска у округу Бад Телц-Волфратсхаузен. Општина се налази на надморској висини од 617 метара. Површина општине износи 37,9 km². У самом мјесту је, према процјени из 2010. године, живјело 3.528 становника. Просјечна густина становништва износи 93 становника/km².